# Parafia św. Jana Sarkandra w Bełku
Parafia św. Jana Sarkandra w Bełku jest parafią dekanatu dębieńskiego należącą do archidiecezji katowickiej. W 2007 roku został poświęcony nowy kościół przez bpa Gerarda Bernackiego.

## Historia
Została po raz pierwszy wymieniona w spisie świętopietrza sporządzonym przez archidiakona opolskiego Mikołaja Wolffa w 1447 pośród innych parafii archiprezbiteratu (dekanatu) w Żorach pod nazwą Belk. Istniał tu już wówczas kościół, pierwotnie pod wezwaniem Wszystkich Świętych. Wezwanie św. Marii Magdaleny uzyskał kościół wybudowany w 1745.

## Proboszczowie[2][3]
- ks. Adam Jerzy Wanetius (1649 – 1651)
- ks. Piotr Faber (1666 – 1713)
- ks. Paweł Józef Oleksik (1713 – 1738)
- ks. Ignacy Jan Gumiński (1738 – 1782)
- ks. Ernest Reisner (1784)
- ks. Wawrzyn Golla (1830 – 1831)
- ks. Michał Lorek (1831 – 1846)
- ks. Ludwik Błaszczyk (1846 – 1868)
- ks. Henryk Kańczyk (1872 –1908)
- ks. Karol Boriński (1912 – 1933)
- ks. Karol Burger administrator (1933 – 1934), proboszcz (1934 – 1937)
- ks. Paweł Doleżych administrator (1937 – 1938), proboszcz (1938 – 1941)
- ks. Karol Brzoza administrator (1941 – 1945)
- ks. Wilhelm Pniok administrator (1945 – 1955), proboszcz (1955 – 1958)
- ks. Emanuel Mol administrator (1958 – 1960), proboszcz (1960 – 1968)
- ks. Eugeniusz Świerzy adiutor (1968 – 1969), administrator (1969 – 1970)
- ks. Rudolf Kiera (1970 – 1991)
- ks. Piotr Cionaka administrator (1991 – 1992), proboszcz (1992 – 2017)
- ks. Konrad Opitek proboszcz (2017–2024)
- ks. Michał Orlik administrator (2024 – obecnie)[4]

## Grupy parafialne
Na terenie parafii działa kilka grup parafialnych:
- Chór parafialny,
- „Rodzina Bł. Edmunda Bojanowskiego”,
- Ministranci,
- Młodzież,
- Dzieci Maryi,
- Żywy Różaniec i Różaniec Rodziców za dzieci,
- Czciciele Bożego Miłosierdzia,
- Modlitwa dla rodziców z dziećmi.